# Lee Hyla
Lee Hyla (* 31. August 1952 in Niagara Falls, New York; † 6. Juni 2014 in Chicago, Illinois) war ein US-amerikanischer Komponist und Musikpädagoge.

## Leben
Hyla, der in Greencastle, Indiana aufwuchs, studierte an der New Yorker Stony Brook University bei David Lewin und am Bostoner New England Conservatory bei Malcolm Peyton. Er erhielt Kompositionsaufträge der Koussevitzky-, Fromm-, Barlow- und Naumburg-Stiftung, des Mary Flagler Carey Charitable Trust, der Concert Artist’s Guild und des Meet the Composer/Reader’s Digest Consortium und komponierte für Ensembles und Musiker wie das Orpheus Chamber Orchestra, das Kronos Quartet, The Chamber Music Society of Lincoln Center, Speculum Musicae, das Boston Modern Orchestra Project, das Lydian String Quartet, Triple Helix, Tim Smith, Tim Berne, Laura Frautschi, Rhonda Rider, Stephen Drury, Mia Chung, Judith Gordon und Mary Nessinger.
Hyla erhielt zahlreiche Stipendien und Preise, darunter 1992 zusammen mit Olly Wilson den Stoeger Prize der Chamber Music Society des Lincoln Center, ein Guggenheim-Stipendium, zwei Stipendien des National Endowment for the Arts, den Goddard Lieberson Award der American Academy of Arts and Letters, den St. Botolph Club Award und den Rome Prize. Von 1992 bis 2007 unterrichtete er Komposition am New England Conservatory, seit 2007 hatte er den Harry N. and Ruth F. Wyatt Chair of Music Composition an der Northwestern University inne.
Hyla starb am 6. Juni 2014 in Chicago im Alter von 61 Jahren an den Folgen einer Lungenentzündung.

## Werke
- Amnesia für sechs Instrumente, 1976
- Pre-Amnesia für Altsaxophon, 1979
- String Trio, 1981
- In Double Light für Viola, Bassklarinette, Klavier und Schlagzeug, 1983
- Pre-Pulse Suspended für zwölf Instrumente, 1984
- String Quartet Nr 2, 1985
- Mystic Birds of Saugerties für Bassklarinette, 1985
- Anhinga für Kammerensemble, 1987
- Dream of Innocent III, 1987
- Concerto for Bass Clarinet and Orchestra, 1988
- Amnesia Variance für Klarinette, Violine, Viola, Cello, Klavier und Dulcimer, 1989
- String Quartet Nr. 3, 1989
- Amnesia Breaks für Holzbläserquintett, 1990
- Ciao, Manhattan für Viola, Flöte, Cello und Klavier, 1990
- Concerto for Piano and Chamber Orchestra, 1991
- We Speak Etruscan für Bassklarinette und Baritonsaxophon, 1992
- Howl für Erzähler und Streichquartett, 1993
- Quartet für Fagott und Streichtrio, 1993
- How was your Weekend für Viola und Cello, 1994
- Trans für großes Kammerorchester, 1996
- Now Exclusively Cello für 16 Celli, 1996
- Riff and Transfiguration, Klaviersuite, 1997
- Third Party für Klavier, 1998
- String Quartet Nr. 4, 1999
- Wilson’s Ivory-bill für Bariton, Klavier und Tonbandaufnahmen, 2000
- Lives of the Saints für Mezzosopran und acht Instrumente, 2000
- Violin Concerto, 2001
- At North Farm für Mezzosopran und Bassklarinette, 2001
- Amnesia Redux für Klaviertrio, 2002
- One Moe Time für Klavier, 2002
- Detour Ahead für Kontrabass, 2003
- At Suma Beach für Mezzosopran, Klarinette, Violine, Viola, Klavier und Schlagzeug, 2003
- Amore Scaduto für Violine und Cello, 2004
- Quarry für Bariton und Viola, 2004
- Paradigm Lost für Saxophonquartett, 2005
- The House of Flowers für Mezzosopran, Bassklarinette, Bass und Klavier, 2005
- The Triadic Coast für großes Orchester, 2005
- Field Guide für Flöte, Bassklarinette, Violine, Viola, Cello, Klavier und Schlagzeug, 2006
- Polish Folk Songs für Klarinette, Bassklarinette, Violine, Viola, Cello, Klavier und Schlagzeug, 2007
- Passegieta für Violine, 2007
- Warble (for Fenwick Smith) für Flöte und Klavier, 2008
- Riff and Consequences, Konzert für Kammerorchester, 2008

## Diskographie
- The Dream of Innocent III, mit Rhonda Rider, Jim Pugliese, Lee Hyla, 1989
- In Double Light, Lydian String Quartet, 1993
- Amnesia Breaks, 1996
- We Speak Etruscan mit Tim Smith, Tim Berne, Speculum Musicae. Lydian String Quartet, 1996
- Howl, Kronos Quartet mit Allen Ginsberg, 1996
- Riff & Transfiguration mit Mia Chung, Stephen Drury, Judith Gordon und Callithumpian Ensemble, 1999
- Trans, Boston Modern Orchestra Project unter Gil Rose mit Laura Frautschi und Tim Smith, 2004
- Wilson’s Ivory-bill, Lydian String Quartet, 2006
- Lives of the Saints mit Mary Nessinger, Gil Rose, 2008